# Ainay-le-Château
Ainay-le-Château è un comune francese di 983 abitanti situato nel dipartimento dell'Allier della regione dell'Alvernia-Rodano-Alpi.
Il suo territorio comunale è bagnato dal fiume Marmande.

## Società

### Evoluzione demografica
Abitanti censiti